# Minnesota Thunder
El Minnesota Thunder fue un equipo de fútbol profesional de Estados Unidos, fundada en 1990. El equipo fue miembro de la Primera División USL a 2009, el segundo nivel de la pirámide de América de fútbol. 
En la actualidad desempeñan en el Centro Nacional de Deportes en Blaine, Minnesota, alrededor de 19 millas al norte del centro de Minneapolis. El equipo fue entrenado por Amos Magee. El equipo de los colores son azul marino, azul claro, plata y blanco. 
El equipo tiene una organización hermana, el Rayo de Minnesota, que desempeñan las mujeres en la USL W-League.

## Historia del estadio
El Trueno de la primera casa de campo fue el Centro Nacional de Deportes en Blaine, Minnesota, donde desempeñó hasta 2003. A partir del 12 de mayo de 2008, que han regresado al Centro Nacional de Deportes con un contrato de arrendamiento hasta 2011 [1]. 
Mientras tanto, el Trueno que desempeñan los partidos en casa James Griffin Stadium, también conocido como "El Jimmy", en San Pablo. El traslado a este estadio en el centro de St. Paul se hizo en 2004 en un intento de reducir los gastos generales y de mercado a una más urbana y étnica multitud. 
El Metrodome de vez en cuando es utilizado como una casa de campo. Macalester Stadium en Macalester College en St. Paul también ha sido utilizado para juegos en el pasado.

## Aficionados
Hay un grupo de aficionados activos vagamente agrupados bajo el nombre de las oscuras nubes. Los partidarios normalmente portón antes del partido y durante el medio tiempo, sentarse detrás del banquillo durante oponerse a los juegos, de pie y cantan a lo largo del juego, y de vez en cuando de viaje con el equipo en carretera juegos.

## Entrenadores
- Buzz Lagos (1990-2005)
- Amos Magee (2006-2009)